# Mario Albornoz Galdámez
Mario Albornoz Galdámez (Santiago, 23 de julio de 1936-ibídem, 20 de enero de 2006) fue un ingeniero y académico chileno.

## Chicago boys
Estudió Ingeniería comercial en la Pontificia Universidad Católica de Chile y realizó un Master of Arts en Economía en la Universidad de Chicago de Estados Unidos. Estos estudios lo convirtieron en uno de los primeros "Chicago Boys", que cambiaron el panorama de la economía chilena.
A partir de 1960, Mario Albornoz fue profesor e investigador en el "Área de economía y estadística" de la Pontificia Universidad Católica de Chile. Más tarde fue director de la "Escuela de Administración" PUC; Decano de la Facultad de Ciencias Económicas y Administrativas PUC y Vicerrector de Asuntos Económicos y Administrativos de la Pontificia Universidad Católica de Chile. En este último cargo estuvo más de diez años, hasta 1987.

## Nuevo desafío
En 1989 inicia sus actividades académicas como Rector en la nueva Universidad de Las Américas. El plantel entró en funcionamiento en marzo de 1989 orientado, según manifestó Albornoz en aquella época: «a generar profesionales e investigadores internacionalistas preparados para enfrentar los requerimientos de las próximas décadas».
Inició así el camino de una universidad privada que durante su rectoría creció en seis sedes a nivel nacional, y además creó una sede en Quito, Ecuador. Pero el paso más importante que Albornoz le entregó a UDLA Chile, fue el ingreso en el año 2000 al grupo de universidades privadas Sylvan International Universities, hoy Laureate International Universities, que es una red que agrupa a universidades privadas del mundo.
Su período culminó por su fallecimiento, ocurrido el 20 de enero de 2006.

### Reconocimientos tras su muerte
- La Universidad de Las Américas en la Casa Central de Providencia, le rindió un homenaje a su fallecido Rector al inaugurar la "Sala de Simulación de Juicio oral", la cual lleva su nombre.[2]
- Laureate International Universities, en dependencias de la Universidad Europea de Madrid (España), hizo entrega a Doña Patricia Cabello Pedrasa - Rectora(I) de la UDLA - le otorgó el 27 de abril de 2006, a título póstumo la Medalla de Oro, que es otorgada a los "Profesores Laureados" cada año, en homenaje a su labor como Rector de la Universidad de Las Américas.[3]

## Otros cargos
Albornoz también se desempeñó como "Síndico privado de quiebras" entre 1983 y 2004; y fue Presidente de la especialidad Ingeniería Comercial del Colegio de Ingenieros de The United States Alumni Society; de la Corporación de Universidades Privadas (CUP); y de la Junta directiva de Universidad de Las Américas de Ecuador.